# Józefów (Powiat Otwocki)
Józefów ist eine polnische Stadt im Powiat Otwocki in der Woiwodschaft Masowien.

## Geographische Lage
Józefów schließt sich direkt an den südöstlichen Teil Warschaus an. Südwestlich der Stadt, getrennt durch den Fluss Świder, liegt direkt die Kreisstadt Otwock.
Die südliche Grenze von Józefów bildet die Weichsel (Wisła).  

## Geschichte
Die Stadt wurde ursprünglich von den Warschauern als Sommerurlaubsort genutzt. Ab den 1880er Jahren entstanden hier Erholungshäuser und Pensionen. 1958 wurde der Ort als selbständige Siedlung (osiedle) anerkannt. Stadtrecht erhielt Józefów 1962.
Von 1975 bis 1998 gehörte die Gemeinde zur Woiwodschaft Warschau.

## Naturreservate
Zum Gebiet der Stadt gehören die Naturreservate Świder, die Insel Zawadowskie und die Insel Świderskie.

## Verkehr
Am Südrand der Stadt verläuft die Woiwodschaftsstraße 801 (droga wojewódzka 801), die in ihrem nordwestlichen Verlauf nach Warschau und im südöstlichen nach Dęblin führt.
Józefów liegt an der Bahnstrecke von Warschau nach Otwock. Es verfügt über einen eigenen Bahnanschluss, auf dem die Koleje Mazowieckie Direktverbindungen nach Warschau, Otwock und Dęblin anbietet.
Der nächste internationale Flughafen ist der Frédéric-Chopin-Flughafen Warschau, der etwa 20 Kilometer westlich von Józefów liegt.

## Bildung
Das Gimnazjum nr 1 unterhält eine Schulpartnerschaft mit dem Marie-Curie-Gymnasium Dresden.

## Persönlichkeiten
- Rafał Markowski (* 1958), Weihbischof
- David Shugar (1915–2015), Biophysiker